# Daphne Marlatt
Daphne Marlatt, CM (* 11. Juli 1942 in Melbourne) ist eine aus Australien stammende kanadische Schriftstellerin und Dichterin, die in ihrer Jugend maßgeblich an der Gestaltung des lyrischen Avantgarde-Magazins TISH beteiligt war und 2009 mit ihrem Gedichtband The Given den zu den BC Book Prizes gehörenden Dorothy Livesay Poetry Prize gewinnen konnte und zu den führenden feministischen Autorinnen ihres Heimatlandes zählt.

## Leben
Die Schriftstellerin wurde als Daphne Buckle in Australien geboren. Bereits im Alter von drei Jahren zog sie mit ihren Eltern, Arthur und Edrys Lupprian Buckle, die ihrerseits die englische Nationalität hatten, nach Penang, Malaysia. Als sie neun Jahre alt war, siedelte die Familie nach British Columbia, Kanada, über. Dort besuchte sie die University of British Columbia und gehörte Anfang der 1960er Jahre zum Kreis jener jungen Literaturstudenten um Fred Wah, die sich an der Gestaltung des lyrischen Newsletter-Magzins TISH beteiligten. In dieser Zeit entwickelte sie außerdem den ihr eigenen lyrischen Stil und ihre standfeste feministische Sichtweise. 1964 erhielt sie ihren Bachelor of Arts an der University of British Columbia und vier Jahre später machte sie ihren Magister Artium in vergleichender Literaturwissenschaft an der Indiana University.
Kurz zuvor hatte sie ihren Mann, Gordon Alan Marlatt, einen klinischen Psychologen, geheiratet. Nach einer ausgedehnten Reise über den amerikanischen Kontinent ließen sie sich in Bloomington (Indiana) nieder, wo sie auch ihr erstes veröffentlichtes Langwerk, Frames of a Story (1968), verfasste.
1969 veröffentlichte sie leaf leaf/s, eine Sammlung von Kurzgedichten. Zwei Jahre später publizierte sie Rings, eine Zusammenstellung von Gedichten über Schwangerschaft, Geburt und frühe Elternschaft. Sie begann als Lehrerin Kreatives Schreiben und Literatur am Capilano College zu unterrichten und gab darüber hinaus den The Capilano Review heraus. 1972 kam Vancouver Poems heraus. Eines ihrer bekanntesten Werke, Steveston, illustriert mit Fotografien von Robert Minden, veröffentlichte sie 1974. In Steveston geht es um ein kleines Fischerdorf, dessen Beziehungen dadurch beeinflusst wurden, dass es während des Zweiten Weltkrieges als Internierungslager für Kanadier japanischer Abstammung zweckentfremdet wurde.
1975 veröffentlichte die Schriftstellerin Our Lives, ein lyrisches Werk über die organischen Implosionen einer Beziehung. Daphne Marlatt ließ sich in den späten Siebzigerjahren von ihrem zweiten Ehemann, dem Dichter und Maler Roy Kiyooka, scheiden und zog mit ihrem Sohn Christopher daraufhin zurück nach Vancouver. 1977 veröffentlichte sie The Story, She Said und das Buch Zocalo, eine Sammlung von Langgedichten über Reisen durch Yucatán. Drei Jahre später publizierte sie What Matters: Writing 1968–1970, das in der Zusammenfassung früher Schriften auf Rings und Vancouver Poems beruhte. Außerdem veröffentlichte sie in diesem Jahr Net Work: Selected Writing, dem ihr einstiger Studienkollege Fred Wah, nun selbst Dozent an der University of Calgary, „neues Selbstvertrauen und Autorität“ bescheinigte.
Bereits 1977 war Daphne Marlatt als Mitbegründerin von periodies: a magazine of prose (1977–81) hervorgetreten und 1981 veröffentlichte sie here & there. Seit diesem Zeitpunkt engagierte sich die Schriftstellerin stärker für die feministischen Belange, nahm an diversen feministischen Kongressen teil und organisierte darüber hinaus einige dieser Veranstaltungen. 1985 gründete sie Tessera, ein feministisches Magazin, und formulierte in mehrfacher Weise ihr Coming-out: „a time of transition for me as i tried to integrate my feminist reading with a largely male-mentored postmodernist poetic, at the same time coming out as a lesbian in my life as well as in my writing.“
1983 folgte die Veröffentlichung von How Hug a Stone, die sich auf eine Englandreise mit ihrem Sohn 1981 bezog. 1984 brachte sie Touch to My Tongue heraus. Beide Werke brachten ihre intensive Annäherung an die fortgesetzte Veränderung ihrer Umgebung zum Ausdruck. Zwei Bücher brachte sie 1985/86 zusammen mit der aus Québec stammenden feministischen Schriftstellerin Nicole Brossard heraus: Mauve und character/jeu de letters. Double negative (1988) hingegen war ein Gemeinschaftsprojekt mit Betsy Warland.
Im selben Jahr stellte sie auch ihr bis dahin ausgefeiltestes Werk vor, den Roman Ana Historic, der versuchte die Erfahrungen von Frauen sowohl im historischen Aufriss als auch im direkten Vergleich zu präsentieren. In einem Interview von 2003 mit Sue Kossew, einer Professorin der University of New South Wales, beschrieb sie ihren Roman folgendermaßen: „I like rubbing the edges of document and memory/fiction against one another. I like the friction that is produced between the stark reporting of document, the pseudo-factual language of journalism, and the more emotional, even poetic, language of memory. That’s why I used such a hodgepodge of sources in Ana Historic: a little nineteenth-century and very local journalism that sounds like a gossip column, a 1906 school textbook, various historical accounts, some contemporary feminist theory, and a school teacher’s diary from 1873 that was completely fictitious.“
Caroline Rosenthal, Autorin von Narrative Deconstructions of Gender in Works by Audrey Thomas, Daphne Marlatt, and Louise Erdich, drückte es dergestalt aus: „Marlatt, in Ana Historic, challenges the regulatory fiction of heterosexuality. She offers her protagonist a way out into a new order that breaks with the law of the father, creating a "monstrous" text that explores the possibilities of a lesbian identity.“
1991 erschien Salvage mit biografischen Elementen Marlatts aus der feministischen Perspektive, 1993 wurde Ghost Works, eine Mischung aus Prosa, Gedichten, Tagebucheinträgen und Reiseberichten veröffentlicht. Das Folgejahr sah Two Women in Birth, das sie erneut mit ihrer „besseren Hälfte“ Betsy Warland herausbrachte und das die gemeinsame schriftstellerische Arbeit der beiden Feministinnen während der vergangenen zehn Jahre dokumentieren sollte.
Ihr zweiter Roman, Taken, wurde 1996 vorgestellt. Dieses schriftstellerische Werk war als Tribut allen Frauen gegenüber gedacht, deren Leben durch den Krieg „genommen“ (Taken) wurde. This Tremor Love (2001) war eine Sammlung von Liebesgedichten einer Periode von 25 Jahren, mit der sie auf der Shortlist des zu den BC Book Prizes gehörenden Dorothy Livesay Poetry Prize stand. Die Gedichtsammlung Seven Glass Bowls erschien 2003 und The Given 2008, für die sie endlich den Dorothy Livesay Poetry Prize gewinnen konnte. Eine besondere Stellung in ihrem Werk nimmt das Drama The Gull ein, das in der alten, ritualisierten Tradition des japanischen Nō-Theaters geschrieben wurde und 2008 mit dem Uchimura Naoya Prize ausgezeichnet wurde.
Die Fernsehproduktion Heart of a Poet würdigte sie 2006 mit einer Episode, bei der die kanadische Filmregisseurin Maureen Judge verantwortlich zeichnete. 2008 las Daphne Marlatt selbst Passagen ihrer Gedichte für die Audio-CD-Produktion Like Light Off Water (Otter Bay 2008) ein.
Während ihrer Karriere unterrichtete Marlatt – unter anderem auch als Writer in Residence – an verschiedenen Colleges und Universitäten: University of Alberta, University of British Columbia, Capilano College, University of Calgary, University of Manitoba, McMaster University, Mount Royal College, University of Saskatchewan, Simon Fraser University, University of Victoria und der University of Western Ontario.
Neben den oben bereits erwähnten Auszeichnungen erhielt die Autorin den MacMillan and Brissenden award for creative writing; den Canada Council award; den Vancouver Mayor's Arts Award for Literary Arts und wurde in den Order of Canada für ihre Verdienste für die Kanadische Literatur aufgenommen. Des Weiteren gründete sie die West Coast Women and Words Society.
Die Schriftstellerin beschäftigt sich mit dem tibetanischen Buddhismus und lebt in Vancouver.

## Werk
- weitere Werke
- Frames of a Story. Ryerson Press, Toronto 1968
- leaf leaf/s.  Black Sparrow Press, Los Angeles 1969
- Rings. Vancouver Community Press, Vancouver 1971
- Vancouver Poems. Coach House Press, Toronto 1972
- Steveston. Talonbooks, Vancouver 1974
- Our Lives. Truck Press, Carrboro, New York 1975
- Zocalo. Coach House Press, Toronto 1977
- The Story, She Said. Coach House Press, Toronto 1977
- Ana Historic. Coach House Press, Toronto 1977.[12][13][14][15][16]
- Opening Doors: Vancouver's East End. 1979 (Oral-History-Projekt, herausgegeben zusammen mit Carole Itter).
- Net Work: Selected Writing. (herausgegeben von Fred Wah) Talonbooks, Vancouver 1980
- What Matters. (writings 1968–70) Coach House Press, Toronto 1980
- here & there. Island Writing Series, Lantzville, British Columbia 1981
- How Hug a Stone. Turnstone Press, Winnipeg 1983
- Touch to My Tongue. Longspoon Press, Edmonton 1984.[17]
- Mauve. Nouvelle barre du jour, Montreal 1985 (mit Nicole Brossard).[18][19]
- Feminist Literature in the Feminine. 1985 (herausgegeben mit Ann Dybikowski, Victoria Freeman, Barbara Pulling und Betsy Warland).
- Double Negative. Gynergy Books, Charlottetown 1988 (mit Betsy Warland).[20]
- Telling It: Women and Language Across Cultures. 1990 (mit Betsy Warland, Lee Maracle und Sky Lee)
- Salvage. Red Deer College Press, Red Deer, Alberta 1991
- Ghost Works. NeWest, Edmonton 1993
- Two Women in a Birth. Guernica, Toronto 1994 (mit Betsy Warland)
- Taken. House of Anansi Press, Ontario 1996
- Readings from the Labyrinth.  NeWest Press, Edmonton 1998
- Winter/Rice/Tea Strain. 2001
- This Tremor Love Is. Talonbooks, Vancouver 2001
- Seven Glass Bowls. Nomados, Vancouver 2003
- The Given. 2008.[21]
- The Gull. (Drama) 2008

## Auszeichnungen und Nominierungen
- 2002: Shortlist Dorothy Livesay Poetry Prize für  This Tremor Love
- 2008: Uchimura Naoya Prize für The Gull
- 2009: Gewinnerin des Dorothy Livesay Poetry Prize für The Given
- MacMillan and Brissenden award for creative writing[22]
- Canada Council award
- Vancouver Mayor's Arts Award for Literary Arts
- Order of Canada